# If the World Was Ending
 "If the World Was Ending" is een nummer van JP Saxe in samenwerking met de Amerikaanse zangeres Julia Michaels. Het nummer werd op 19 oktober 2019 door Arista Records uitgebracht via digitale download- en streamingformaten. Het nummer werd voor de 63e Grammy Awards genomineerd in de categorie Song of the Year.